# Bandeira da Guiné Equatorial
A bandeira da Guiné Equatorial foi adotada a 21 de Agosto de 1979.
A cor verde representa a vegetação do país, o azul representa o mar, branco a paz, e o vermelho a independência.
A árvore que aparece na bandeira e no escudo nacional é a árvore de algodão de seda (Bombax).